# Elena Muñoz
Elena Mónica Muñoz Bravo (San Fernando, 23 de enero de 1962) es una actriz, dramaturga y guionista chilena, conocida por su labor en el Teatro Aparte, tanto en obras comerciales como experimentales. Además, es conocida por ser autora y guionista de la telenovela Pituca sin lucas.

## Biografía
Nació el 23 de enero de 1962 en San Fernando. Cursó sus estudios de actuación en la Escuela de Teatro de la Pontificia Universidad Católica de Chile (PUC). Egresó en 1985. En 1994 cursó un Master en Dirección Teatral en la Universidad de Míchigan.

## Carrera profesional
En 1987 protagonizó la telenovela Mi nombre es Lara, donde ganó una amplia notoriedad como actriz en telenovelas.
En 1991 fundó la compañía Teatro Aparte junto con los actores Rodrigo Bastidas, Magdalena Max-Neef, Gabriel Prieto y Álvaro Pacull. En esta compañía teatral se crearon distintas obras muy exitosas en las que actuó y escribió de forma colectiva: ¿Quién me escondió los zapatos negros? (1991), De uno a diez, ¿cuánto me quieres? (1995), El membrillar es mío (1997), Dementes (2002), Desatinadas (2005), Ya no te gusto, ¿verdad? (2006), ¿Triángulo o rectángulo? (2010), Consuegros (2014) e Hijos de su madre (2018).
En 2002 publicó la novela Antes de que se me olvide, que recibió grandes elogios, entre ellos los del escritor Carlos Franz. Además, entre los años 2001 y 2004 condujo el programa radial Desatinadas, en Radio Universidad de Chile.
También, en 2007 escribió y protagonizó la obra de teatro Ojos que suenan, dirigida por Claudia Fernández y que relata la vida del actor Alberto Vega Salvadó y su condición de síndrome de cautiverio. La obra obtuvo tres nominaciones a los Premios Altazor, donde la actriz es nominada en su calidad de dramaturga y actriz.
En 2025 escribe y dirige la obra de teatro Aquí me bajo yo, protagonizada por Jaime Vadell, Rodrigo Bastidas y Milena Bastidas, estrenada en el Teatro Municipal de las Condes.
También se ha dedicado al guion de telenovelas; ha escrito libretos para TVN —Aquí mando yo (2011), Separados (2012) y Socias (2013)— y para Mega —Pituca sin lucas (2014)  Pobre gallo (2016)— Tranquilo papá (2017)— 100 días para enamorarse (2020)—Edificio Corona (2021) .

## Vida personal
En 1984 se casó con el actor, dramaturgo y guionista Rodrigo Bastidas, con quien tuvo dos hijos; Milena (nacida en 1990) y Raimundo (nacido en 1996). La pareja se separó en 2002.